# Michał Antoni Baranowski
Michał Antoni Baranowski herbu Ostoja (zm. po 1764) – właściciel dóbr ziemskich w Ługowej Woli, Cychrach, posiadacz wójtostwa w Długowoli, sędzia kapturowy czerski, podwojewodzi czerski, komornik graniczny czerski, łowczy inowłodzki, poseł na sejm z ziemi czerskiej.

## Życiorys
Michał Antoni Baranowski należał do rodziny wywodzącej się z Jurzykowa (obecnie Jerzykowo koło Pobiedzisk), położonego w dawnym pow. gnieźnieńskim województwa poznańskiego. Jego rodzina należała do rodu heraldycznego Ostojów. Był synem Aleksandra Baranowskiego, majora  wojsk litewskich i Brygidy Magnuszewskiej. Jego małżonką była Anna Pęczelska, z którą miał synów: Andrzeja, Józefa, Tomasza, Antoniego i Jana.
Michał Antoni Baranowski w roku 1752 otrzymał wójtostwo w Długowoli. Tego roku, w towarzystwie brata Józefa, zawierał układ z Puławskim o Czychry (Cychry). W 1759 roku został powołany do sprawowania urzędu komornika granicznego czerskiego. Następnie w roku 1764 był sędzią kapturowym, posłem i podwojewodzim czerskim. Według Adama Bonieckiego w roku 1748 był łowczym inowłodzkim. Nie jest to jednak informacja pewna. W księgach łęczyckich nie jest on znany. W latach 1736–1754 łowczym inowłodzkim był Jan Rojek. W roku 1744 występował także Bogusław Stokowski jako piastujący ten urząd.